# 丰收水库 (象州)
丰收水库是中国广西壮族自治区来宾市象州县马坪镇境内的一座水库，位于柳江流域马坪河上，建于1958年。水库正常库容为2300万立方米，集雨面积为39平方千米，海拔为108.3米。